# Annaka
Annaka (jap. 安中市, -shi) ist eine Stadt in der Präfektur Gunma auf Honshū, der Hauptinsel von Japan.

## Geographie
Annaka liegt nördlich von Tomioka und westlich von Takasaki.

## Geschichte
Annaka ist eine alte Burgstadt. Auf der Burg residierte zuletzt ein Zweig der Itakura mit einem Einkommen von 20.000 Koku. Außerdem war Annaka Poststation (宿場町 Shukuba-machi) an der Nakasendō während der Edo-Zeit.

## Verkehr
Annaka ist über die Nationalstraße 18 erreichbar. Zwei nicht miteinander verbundene Bahnstrecken erschließen das Stadtgebiet. Im etwas abseits gelegenen Bahnhof Annaka-Haruna halten ausschließlich Shinkansen-Hochgeschwindigkeitszüge auf der Schnellfahrstrecke Hokuriku-Shinkansen. Die Haupterschließung erfolgt durch die Shin’etsu-Hauptlinie, die Takasaki mit Yokokawa verbindet. In Yokokawa befindet sich zudem der Erlebnispark Usui-tōge Tetsudō Bunkamura, der sich mit dem Thema Eisenbahnen befasst.

## Weblinks

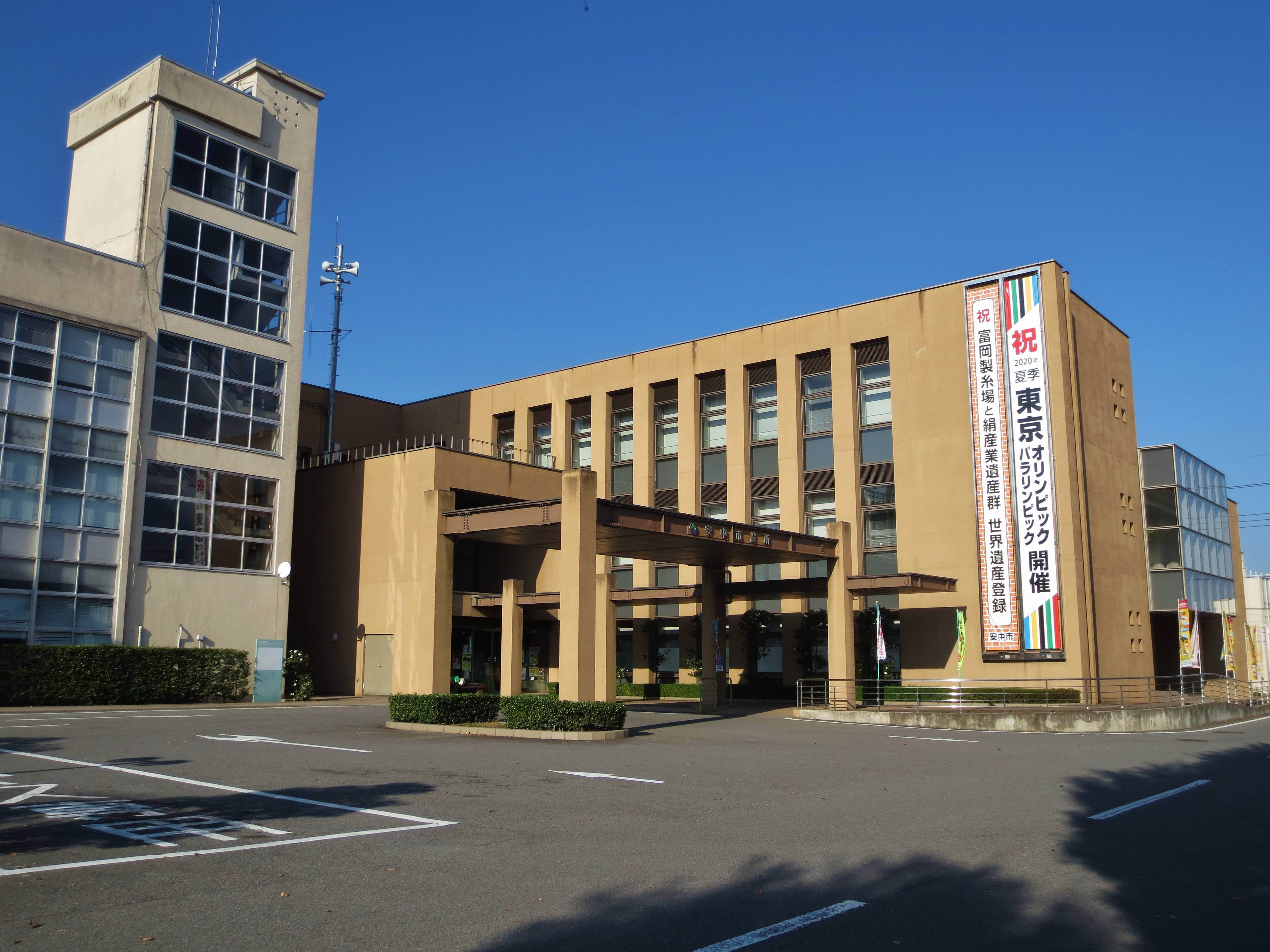
Rathaus von Annaka

## Angrenzende Städte und Gemeinden
- Präfektur Gunma
  - Takasaki
  - Tomioka
  - Shimonita
  - Yoshii
- Präfektur Nagano
  - Karuizawa